# Chetan Anand
Chetan Anand (Lahore, Punjab, 3 de enero de 1921 - 6 de julio de 1997) fue un productor de cine hindú, guionista y director de la India, cuya película debut, Los bajos de la ciudad , recibió el Premio Grand Prix (ahora Palma de Oro) en el primer Festival de Cine de Cannes en 1946. Más tarde cofundó Navketan Films con su hermano menor Dev Anand en 1949.
Era el mayor de la familia Anand, ya que era el hermano mayor de los actores y directores de cine hindi, Dev Anand y Vijay Anand. Su hermana menor, Sheel Kanta Kapur, es la madre del director de cine hindi e inglés Shekhar Kapur.

## Trayectoria
A principios de la década de 1940, mientras enseñaba Historia, escribió un guion cinematográfico sobre el rey Ashoka, que luego mostró al director Phani Majumdar en Bombay. Anand no se calificó para los exámenes del Servicio Civil Indio (ICS) en Londres. Por suerte, Phani Majumdar lo eligió como protagonista en su película en hindi, Rajkumar, estrenada en 1944. También se asoció con la Asociación de Teatro Popular de la India ( IPTA ) en Bombay hoy Mumbai.
Pronto se llevó a la dirección cinematográfica con la película así aclamado Los bajos de la ciudad , que ganó la Palma de Oro premio (mejor película) (entonces conocido como 'Grand Prix') en el Festival de Cannes en 1946. Fue la primera película india en obtener reconocimiento internacional  y fue el debut de Pandit Ravi Shankar .

## Premios y reconocimientos
Festival Internacional de Cine de Cannes
| Año  | Categoría   | Película     | Resultado |
| ---- | ----------- | ------------ | --------- |
| 1946 | Gran Premio | Neecha Nagar | Ganador   |